# 生方鼎斎

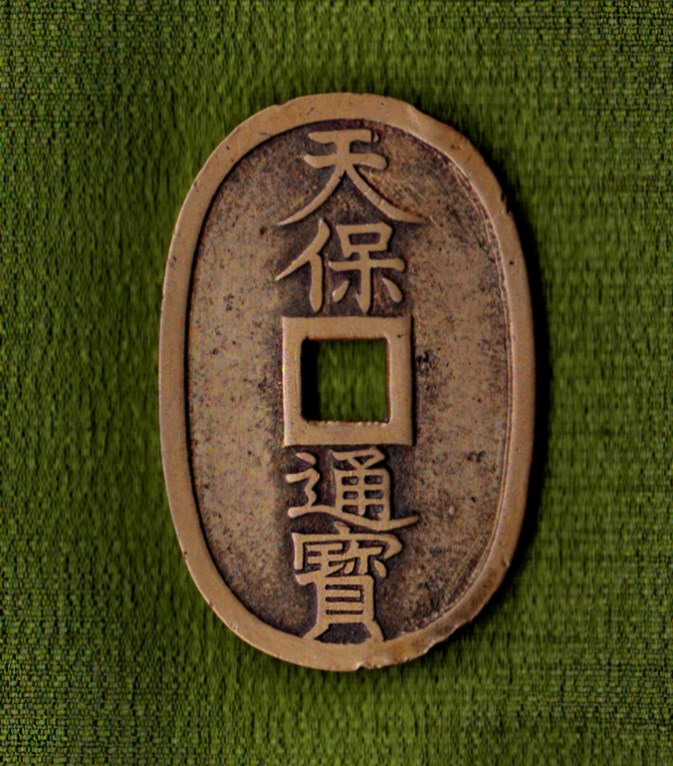
天保通宝

生方 鼎斎（うぶかた ていさい、寛政11年（1799年） - 安政3年1月17日（1856年2月22日））は江戸時代後期の書家。氏は源、名は寛、通常は鼎斎と号した。他に乳嶽、猛斎、猛叔、通称造酒蔵、相忘亭主人、不動山人とする号もある。「天保銭」とも呼ばれる江戸時代末期の銭貨に記された天保通宝の四文字は鼎斎の書である。

## 生涯

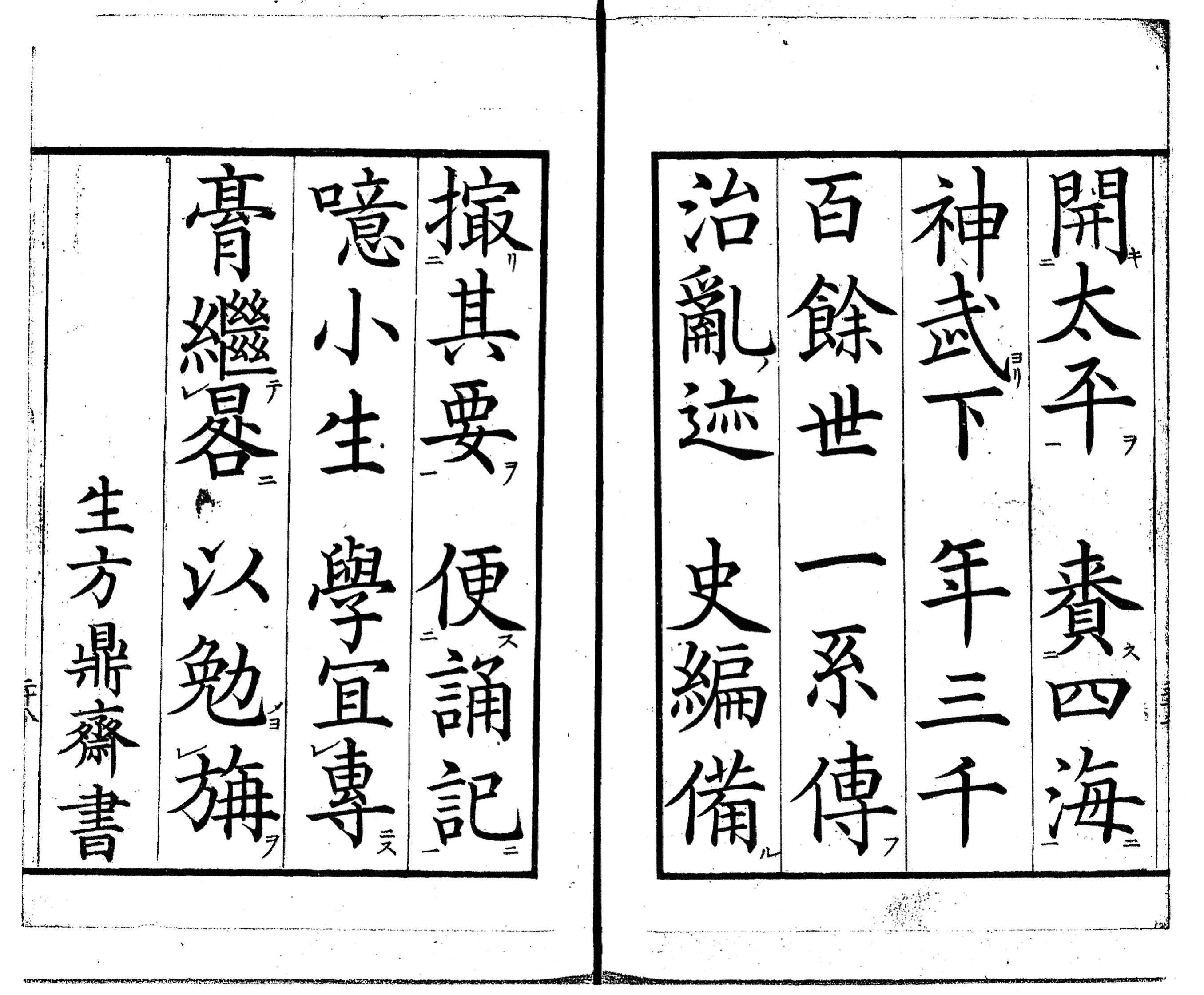
『皇国三字史』の巻末部分

寛政11年(1799年)、上野国利根郡屋形原村（現在の群馬県沼田市屋形原町）に次男として生まれた。父・広弁は修験者で、篠生院権大僧都広弁と称した。代々この地で篠尾神社の別当を務める十八代目にあたり、長男・偆広（しゅんこう）が十九代を継いだ。鼎斎は、山田郡大間々町（現在の群馬県みどり市）中島三次郎の養子となり、同町の書家田部井諷斎（新蔵）に書を学んだ。その上達ぶりに田部井は自分の娘婿として鼎斎を迎えたが数年のちに離縁した。

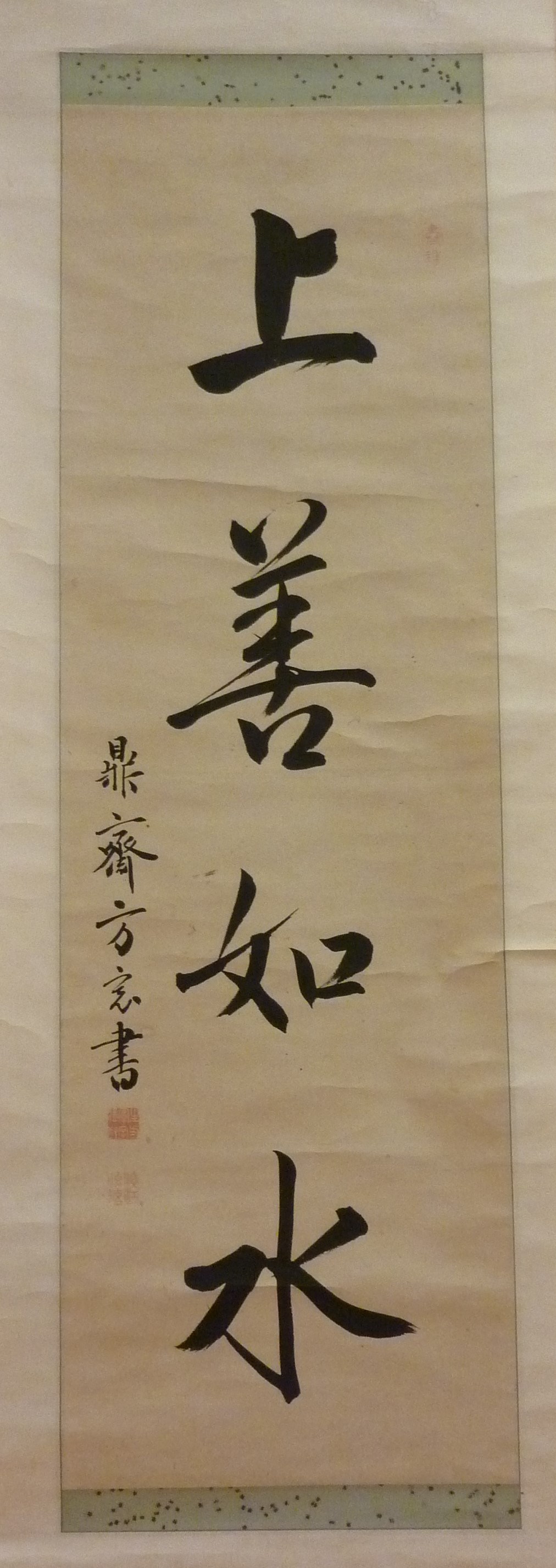
鼎斎書「上善如水」

ついで利根郡月夜野町後閑（現在の群馬県みなかみ町）の櫛渕源左衛門の娘婿となった。櫛淵家には家伝の神道流（のち神道一心流）道場「源武館」があり、鼎斎はここで剣術を修行し免許皆伝の腕前に達した。しかし櫛渕家とも離縁し生家へ戻り、以後書道に専念し独自の書法を確立、これをもって身を立てるべく江戸へ出た。
両国橋近くの村松町（現在の中央区東日本橋）にて書塾を開き多くの門下生を指導、天野八郎や清河八郎もここで学んでいる。弟子に指導する一方で、自身は巻菱湖のもとで一層の修練を積んだ。菱湖門下では大竹蒋塘・萩原秋厳・中沢雪城と並び「菱湖四天王」と称され、幕命によって天保通貨銭に鋳字する「天保通宝」の文字を記したことで更に書名を高めることとなった。
また絵にも優れ、特に四君子（蘭竹梅菊）の水墨画を得意とした。その素養を認めた高久靄厓・藤堂凌雲・福田半香らとも親しく交わっている。さらには梁川星巌の玉池吟社に入り漢詩においても才を発揮した。社中の優れた者の詩を集めて発刊された『玉池吟社詩』や、同門の小野湖山が集録した『湖山楼詩屏風（第一集）』にも鼎斎の詩が収められている。
鼎斎の名声が高まると書道教授として姫路藩に招かれ、同藩士野本氏の娘敬子を妻にむかえ三男一女に恵まれた。
安政3年（1856年）1月17日、鼎斎は福田半香邸に招かれた折、福田へ年始挨拶に訪れた剣客金子武四郎（福田の妻は金子の姉）と酒宴をともにした。その際、座興の拳遊びがもとで金子と口論となり、夜半に福田邸を辞したのち金子もしくは同行していた金子門人の清水角次郎によって斬られ横死を遂げた。金子・清水両名とも捕らえられたが、清水は獄中死したため真相は不明である。事件後に書かれた金子の書簡を入手した渡辺刀水は、「両人のうちいずれか、あるいは両人協同かという事になる。師に恥を与えた仇と思って多分清水一人でやった事であろうが」と記している。墓所は東京都港区虎ノ門（神谷町）の光明寺。没後、鼎斎の書を用いた『皇国三字史』が1874年に刊行されている。

## 家族
- 長男・桂一郎（のちに裕之・裕と改名） - 生方桂堂または秋明斎、秋明居士と号した。両国の矢ノ倉（現在の中央区東日本橋）に書塾を開き、のちの柔道家嘉納治五郎らを教えている[18]。
- 次男・録次郎
- 三男・光之
- 長女・俊

## 郷土での評価

### 沼田かるた
群馬県は郷土かるたが盛んな土地で上毛かるたが有名だが、鼎斎の出身地である沼田市には市内の名所・名産などを詠んだ『沼田かるた』がある（市教育委員会製作）。「て」の札では「鼎斎は川田の生まれ書の大家」と詠まれている。

### 遺作展
2004年9月28日から10月6日の間、沼田市芸術文化振興事業として「生方鼎斎遺作展」が開催された。

## 関連人物
- 生方泰二（鼎斎の曽孫にあたる。元石川島播磨重工業株式会社（現 株式会社IHI）社長・会長）
- 生方良雄（鼎斎の曽孫にあたる。鉄道研究家）